# Paracaigudes de frenada

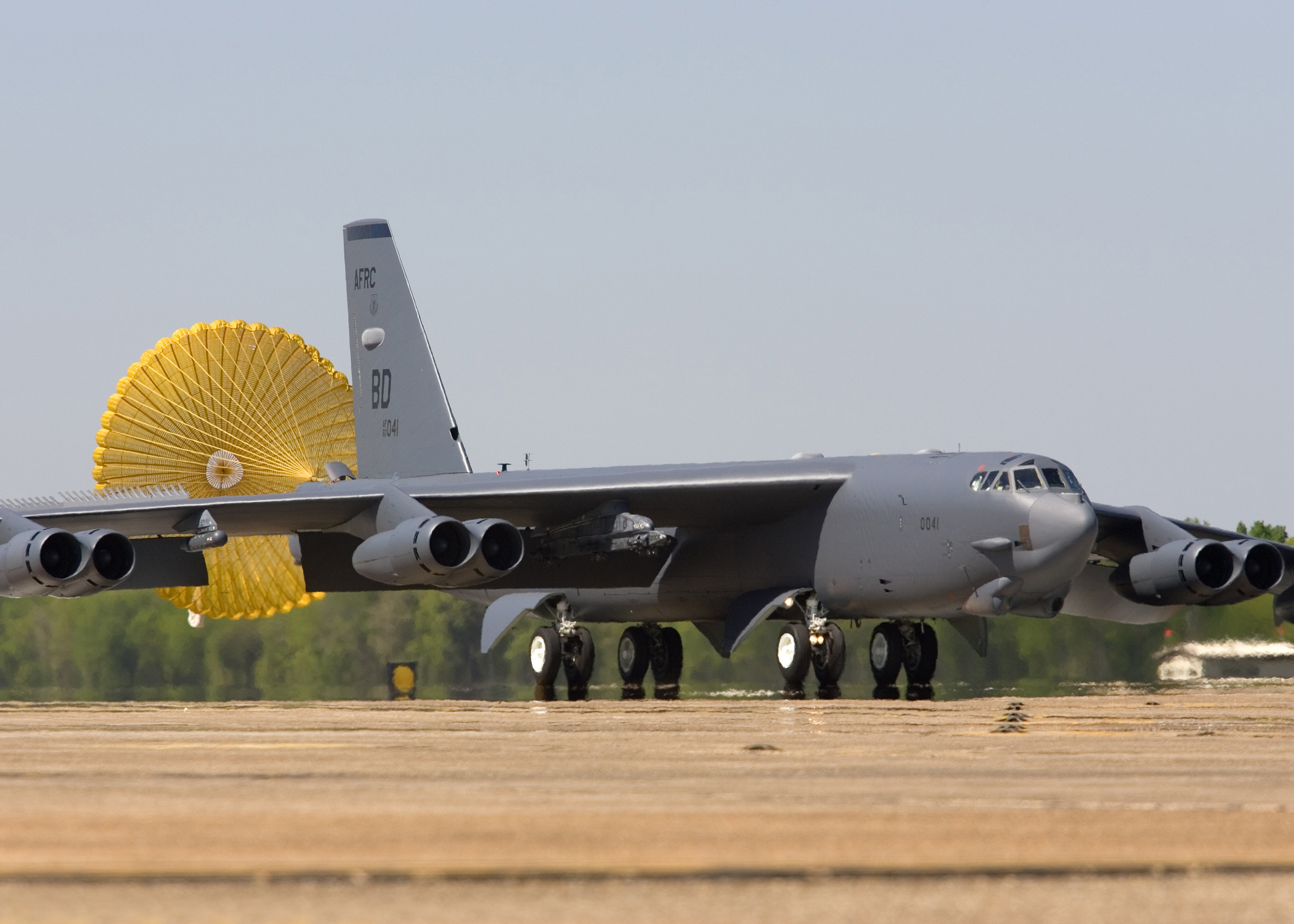
Un B-52H Stratofortress de la 307a Ala de Bombarders desplegant el seu paracaigudes de frenat per aterrar

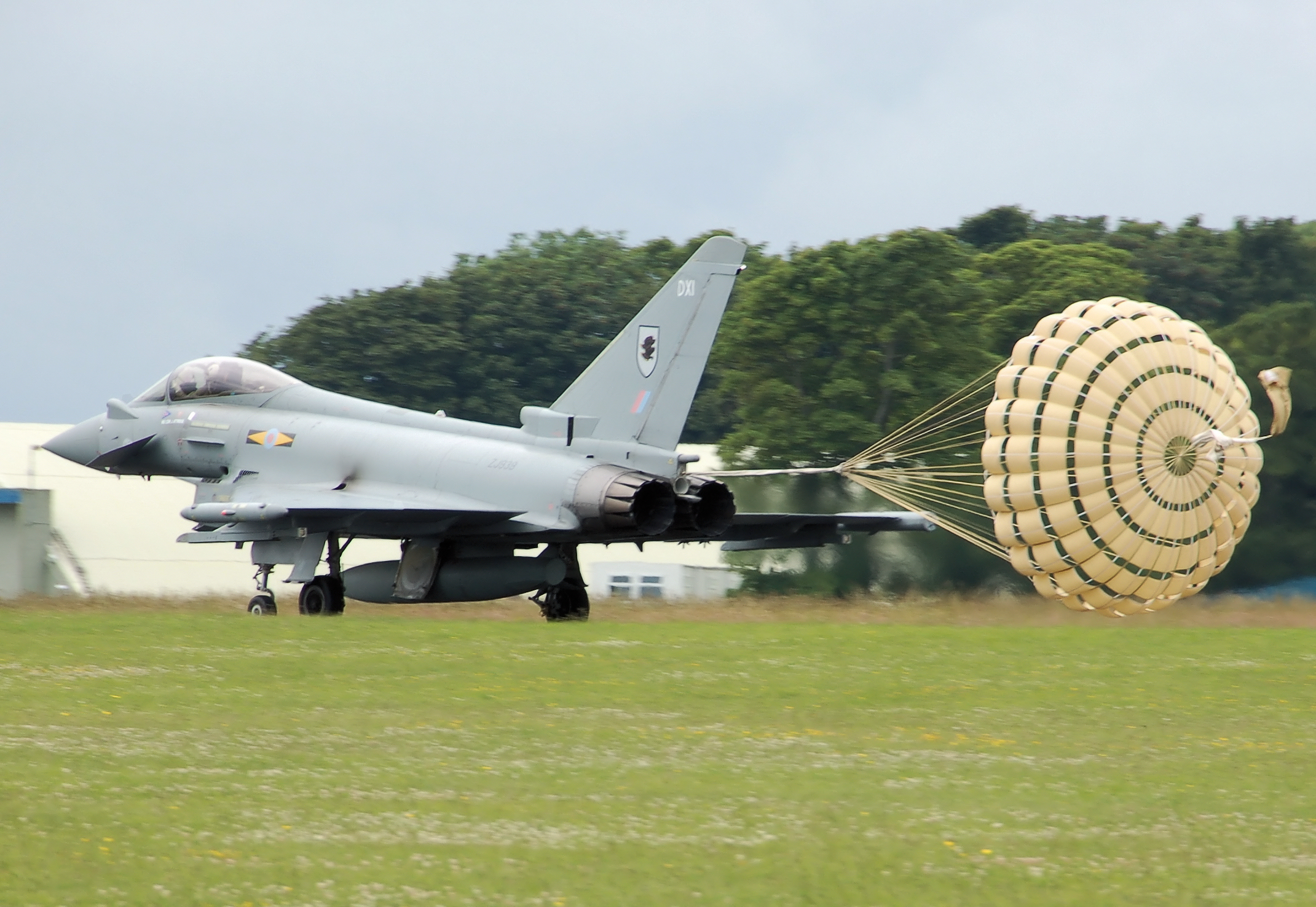
Typhoon de la RAF utilitzant un paracaigudes de frenat per frenar millor després de l'aterratge

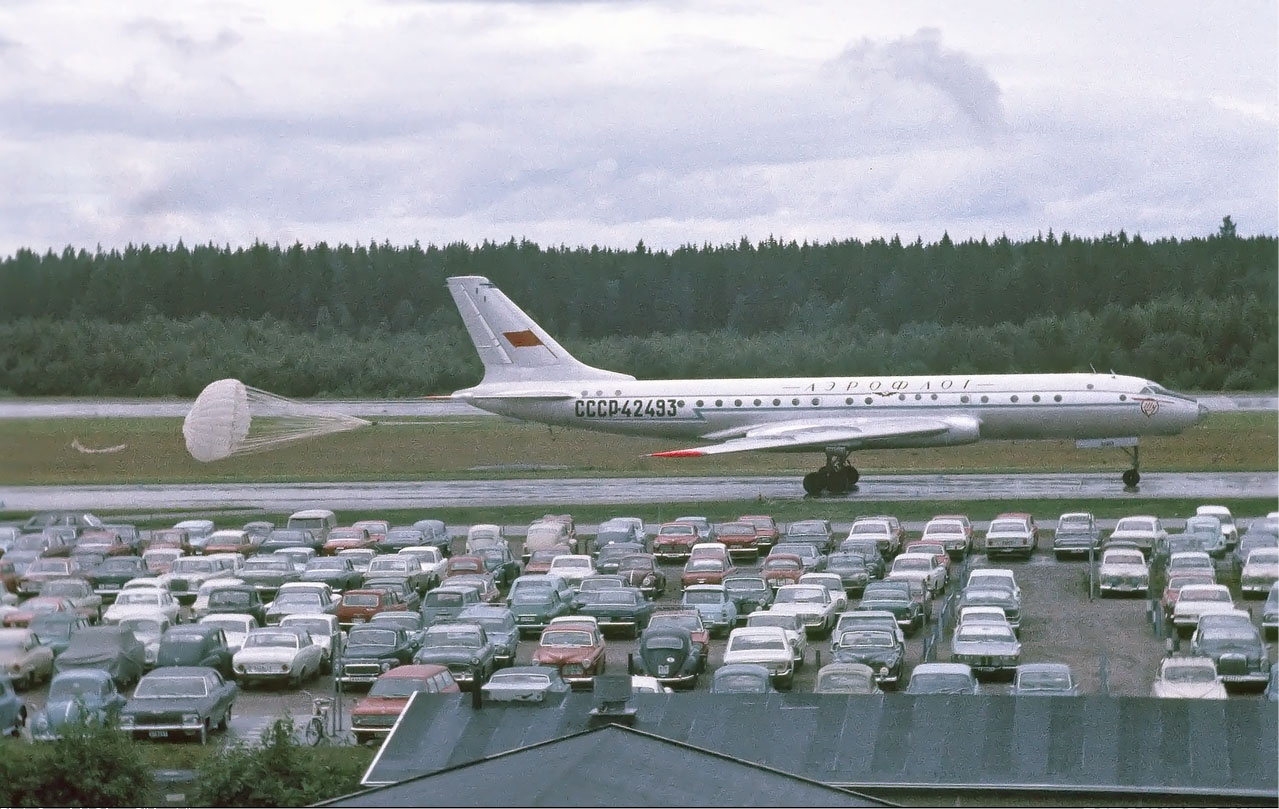
Tupolev Tu-104B d'Aeroflot a l'Aeroport d'Arlanda el 1968.

Un paracaigudes de frenada (o paracaigudes de desacceleració) és un paracaigudes dissenyat per desplegar-se des d'un objecte que es mou ràpidament per retardar l'objecte, proporcionar control i estabilitat o com a pilot de paracaigudes per desplegar un paracaigudes més gran. Va ser inventat a Rússia per Gleb Kotelnikov el 1912.

## Disseny i característiques operatives
Un paracaigudes de frenada és més allargat i té una àrea molt més petita que un paracaigudes convencional i, per tant, proporciona menys resistència a l'aire. Això significa que un paracaigudes de frenada no pot frenar un objecte com un paracaigudes convencional, però es pot desplegar a velocitats en què els paracaigudes convencionals es trencarien.
El disseny més senzill del paracaigudes de frenada permet un desplegament més fàcil. Quan un paracaigudes convencional pugui quedar atrapat en si mateix mentre es desplega o fracassar en inflar-se correctament (per tant, no podria frenar l'objecte que cau tant com caldria), el paracaigudes de frenada s'inflarà de manera més senzilla i més fiable per generar la quantitat esperada de resistència a l'aire.